# Анастасьевская волость
Анастасьевская волость — волость в Бирском уезде Уфимской губернии. Волостной центр — село
Анастасьево.
Ныне территория Дюртюлинского района Республики Башкортостан Российской Федерации.

## География
В пределах волости протекали речки Ангасяк, Боровушка, Сакуловка, Баргыз-Маркамаз и Куяда. Южная сторона волости граничила с р. Белою.
В пределах волости имелись казенный, башкирский и частновладельческие леса.
В 1916 граничила на севере-западе с Андреевской и Н.-Каинлыковской, на севере — Киебаковской волостями, на востоке — Калмыковской волостью, на юго-востоке — Ельдякской волостью, на юго-западе — Асяновской волостью, на западе — Исмаиловской волостью.

## История
Образована в 1860‑е гг. в основном из населённых пунктов Кыр-Еланской волости. С 1922 входила в состав Бирского кантона. Упразднена в 1923, территория вошла в состав Калмыковской волости Бирского кантона.

## Состав волости
В 1896 насчитывалось 24 населённых пункта (в т.ч. 6 мельниц, 3 кордона, лесопильный паровой завод), в 1917 – 12. 
По данным на 1906 и 1913 годы входили 11 населённых пунктов
- Анастасьево — волостной центр (православная церковь построена в 1864 году)
- Аргиш
- Искуш
- Кадрек
- Маядык
- Ново-Биктова
- Русский Ангасяк
- Старо-Кангишева
- Черемисский Ангасяк
- Черлак
- Юсупова

## Население
В 1906 году в  1152 дворах  6363 души обоего пола — государственные крестьяне, башкиры вотчинные и тептяри.

## Инфраструктура
По справочнику 1906 года жители преимущественно занимались земледелием.
Действовали 3 мечети, земская школа, 4 кузницы, 10 мельниц, 5 хлебозапасных магазинов, 19 бакалейных, 2 пивные и винная лавки.
Ежегодно осенью в селе Анастасьево проводилась ярмарка, еженедельно по понедельникам – базар.